# Серотонінова гіпотеза депресії

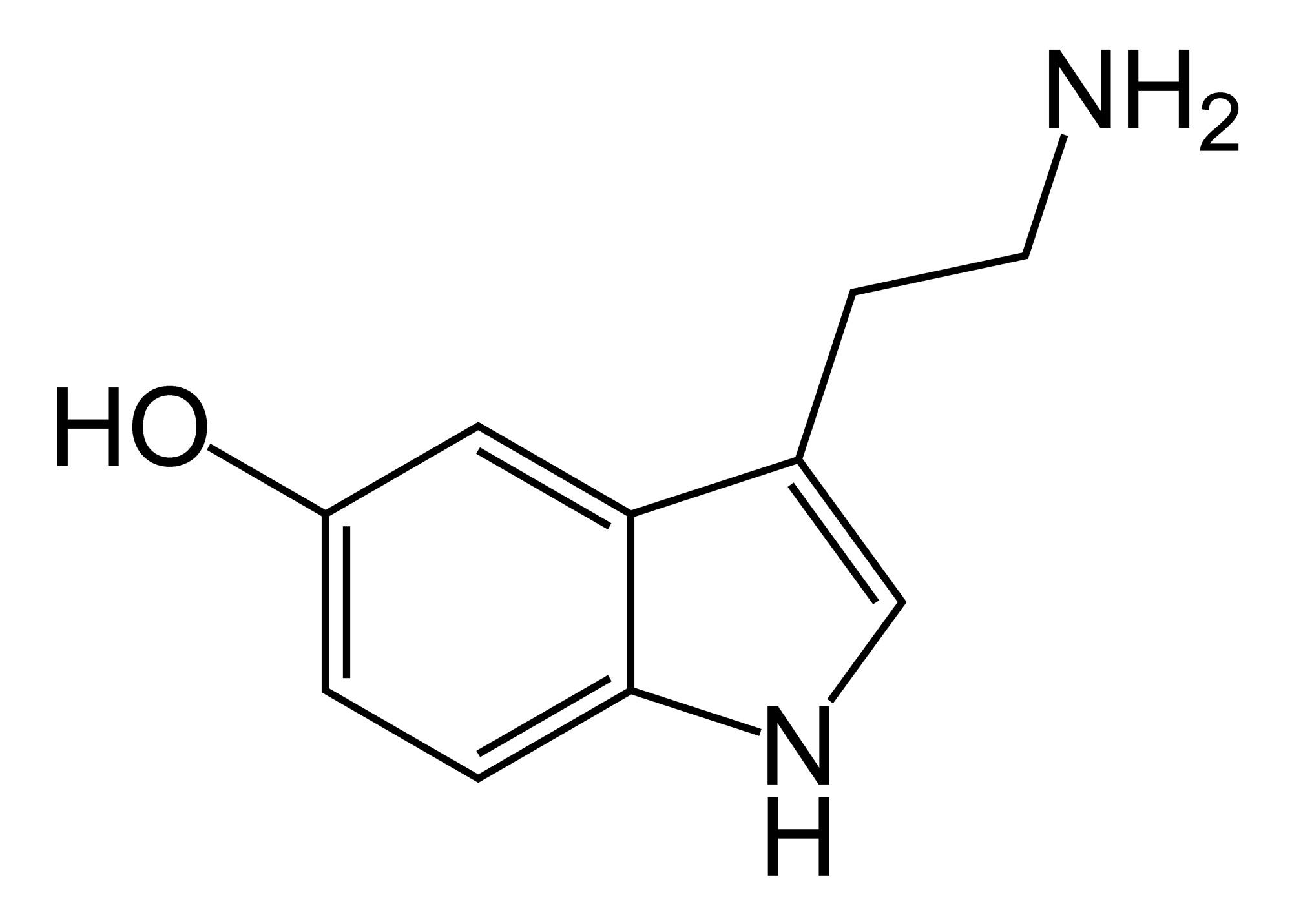
Молекула серотоніну

Серотонінова гіпотеза депресії або гіпотеза про хімічний дисбаланс — концептуалізація причини депресії як нестачі серотоніну або інших порушень в роботі цього нейромедіатора. Виникла у 1960-х з появою СІЗЗС, під тиском фармакологічних компаній поширилася в масах, невірно як «чарівна піґулка». Критикувалася психіатричною спільнотою. З 1990 по 2010 рік гіпотеза отримала широке висвітлення та підтримку в літературі з психіатрії та психофармакології.
Нині вважається відкинутою в науковому співтоваристві, проте користується популярністю і довірою людей у розвинених країнах.

## Історія та контроверсія
Гіпотези про вплив нейромедіаторів на виникнення депресії виникли у 1960-х. Спочатку більше уваги було приділено норадреналіну, але пізніше вчені висловили припущення про важливу роль серотоніну. Норадреналін і серотонін є моноамінами, тому гіпотезу про їх вплив на депресію називають «моноаміновою гіпотезою депресії».
Моноамінова гіпотеза зародилася під впливом появи нових психотропних препаратів, відомих під назвою антидепресанти. Вони були розроблені, щоб прицільно впливати на порушення роботи мозку при депресії, покращуючи цим стан хворих. Отже, завдяки розумінню впливу антидепресантів планувалося доповнити знання про біологічні механізми депресії, на основі вивчення механізмів їхньої роботи створюючи теорію депресії.
Серотонінова гіпотеза набула поширення після появи на ринку антидепресантів групи селективних інгібіторів зворотного захоплення серотоніну (СІЗЗС) наприкінці 1980-х. В рекламі одного антидепресанту йшлося, що депресія, ймовірно, пов'язана з дисбалансом хімічних речовин, які служать для передачі нервових імпульсів між нейронами мозку, а антидепресант коригує цей дисбаланс. 
Масштабний маркетинг СІЗЗС сприяв зростанню популярності серотонінової гіпотези у суспільстві. Фармацевтичні компанії, зокрема, просували ідею, що новий клас антидепресантів — це «чарівні кулі», які точно усувають біологічні порушення в роботі мозку. Психіатр Пітер Крамер опублікував книгу-бестселер «Слухаючи Прозак». Згідно з опитуваннями, в 2000-х 85 % людей у США та 88 % людей в Австралії були згодні з ідеєю, що причиною депресії є хімічний дисбаланс. 
Маркетинг СІЗЗС супроводжувався і зловживанням їх застосування. У США з кінця 1980-х до середини 2000-х застосування антидепресантів зросло вчетверо і продовжувало зростати. Застосування антидепресантів багаторазово зросло в Англії та країнах Східної Європи. У дослідженнях припускають, що віра в серотонінову гіпотезу як єдину причину депресії, яку легко скоригувати антидепресантами, мотивує людей до їх вживання і створює труднощі для припинення прийому.
Ставлення відомих психіатрів до серотонінової гіпотези було двоїстим. Деякі визнавали сумнівність серотонінової гіпотези, але вважали її корисною як метафора для хворих. Інші критикували її. У 2011 році психіатр Рональд Пайс у своїй статті назвав гіпотезу про «хімічний дисбаланс» міською легендою. Він заявив, що жоден добре освічений психіатр не підтримує серотонінову гіпотезу. За словами Пайса, психіатри дотримуються уявлень про біопсихосоціальну природу психічних розладів. Відповідальність за просування серотонінової гіпотези Пайс поклав на фармацевтичні компанії. Пізніше Пайс трохи пом'якшив свою позицію і визнав, що багато психіатрів пояснювали своїм пацієнтам, що причиною депресії є «хімічний дисбаланс». За твердженням Пайса, психіатри прагнули в такий спосіб поліпшити настрій хворих і не витрачати час на довгі міркування про природу психічних розладів.
У відомих підручниках з психіатрії визнавалося, що серотонінова гіпотеза є лише гіпотезою без сильних доказів. У деяких підручниках підкреслювалася складність нервової системи та тимчасовий, ненадійний характер знань про біологічні основи депресії. Проте у всіх підручниках багато уваги приділялося серотоніновій системі, припущенням про роль серотоніну в етіології депресії, впливу антидепресантів на серотонін та доказам, що підтверджують значення ролі серотоніну при депресії. У підручнику Стівена Стала «Основи психофармакології», видання 1996 року, практично весь розділ про біологічну основу депресії був присвячений моноамінам, включаючи серотонін.
У період з 1990 по 2010 рік серотонінова гіпотеза отримала досить широке висвітлення та підтримку в літературі з психіатрії та психофармакології.

## Критика
З кінця 1980-х серотонінову гіпотезу критикували в наукових колах. Проте критика залишилася практично непоміченою суспільством. У суспільній свідомості сформувалося уявлення, що твердження про дефіцит серотоніну як причини депресії — твердо встановлений факт.
У 1987 році Девід Гілі, психіатр і фахівець у сфері психофармакології, стверджував, що серотонінова гіпотеза не має доказів. У 1997 у своїй книзі «Ера антидепресантів» заявляв, що досі не було виявлено жодних порушень у роботі серотонінової системи, які б отримали широке підтвердження.
Критики зазнає і просування гіпотези фармкомпаніями. У 2000-х публікуються наукові статті, в яких показується, що твердження про дисбаланс серотоніну, які висловлюються в рамках рекламних кампаній антидепресантів, суперечать даним з наукової літератури.
У 2015 році Гілі розмірковував про «серотоніновий міф» і зазначав, що твердження про «серотонін» стали подібними до використання поняття «лібідо» з психоаналітичної теорії Фрейда, яке має туманне значення. Гілі повідомляє, що на той момент не з'явилося жодних даних про зв'язок між інгібуванням зворотного захоплення серотоніну та передбачуваним антидепресивним ефектом СІЗЗС. Достовірно невідомо, як саме СІЗЗЗ впливають на серотонін.
Психолог та вчений Ірвінг Кірш у 2015 році подібним чином говорив про серотоніновий міф. Він наводив як доказ той факт, що антидепресанти групи інгібіторів зворотного захоплення норадреналіну і дофаміну, які не впливають на серотонін, такі ж ективні, як СІЗЗС. Так само ефективний антидепресант тіанептин, стимулятор зворотного захоплення серотоніну, що діє протилежно СІЗЗС. На основі цих даних Кірш заявляє, що в основі ефективності СІЗЗС насправді лежить посилений ефект плацебо, а не прицільний вплив на біологічні причини депресії.

## Спростування
У 2022 році група вчених на чолі з психіатринею Джоанною Монкріфф провела метаогляд досліджень зі спростуваннями серотонінової гіпотези. Огляд було опубліковано влітку 2022 року в престижному науковому журналі «Молекулярна психіатрія».
У цьому огляді було проведено аналіз багатьох досліджень зв'язку серотоніну і депресії, серед них аналіз метаболітів серотоніну в тілесних рідинах, аналіз активності серотонінових 5-HT 1A рецепторів, аналіз рівня транспортера серотоніну у людей з депресією. Вивчалися також дослідження, у яких вчені намагалися штучно викликати депресію за допомогою зниження рівнів серотоніну.
Після аналізу всіх релевантних досліджень в огляді було зроблено висновок, що депресію не можна пов'язати з нестачею серотоніну. Автори огляду дійшли висновку, що на даний момент не існує емпіричних підтверджень для гіпотези серотонінової депресії.

### Реакція на спростування серотонінової гіпотези
Реакція на спростування гіпотези, зроблене в огляді від 2022 року, викликала значний резонанс серед широкої публіки. Новини про це опублікувало безліч провідних ЗМІ (BBC, The Guardian, The Times). Для багатьох журналістів і не фахівців новини, що депресія не викликана нестачею серотоніну, стали сенсацією, і це підтвердило глибоку прірву у розумінні депресії між професійною психіатричною спільнотою та простими людьми.
Реакція з боку психіатричного співтовариства відрізнялася. Психіатри здебільшого стверджували, що жодної принципово нової інформації в огляді не міститься, і що всі поважні психіатри та вчені давно не дотримуються серотонінової гіпотези. Психіатр Рональд Пайс із роздратуванням порівняв твердження, що «депресія не викликана нестачею серотоніну», з новиною, що «депресія не викликана надлишком чорної жовчі», та критикою гуморальної теорії Галена. 
З іншого боку, ряд вчених висловилися за захист серотонінової гіпотези. Так, психофармаколог Девід Натт заявив, що було б передчасним відкидати гіпотезу. За його прогнозами, скоро з'являться більш точні та надійні способи вимірювати активність серотоніну в мозку людей.

## Антидепресанти та критика серотонінової гіпотези

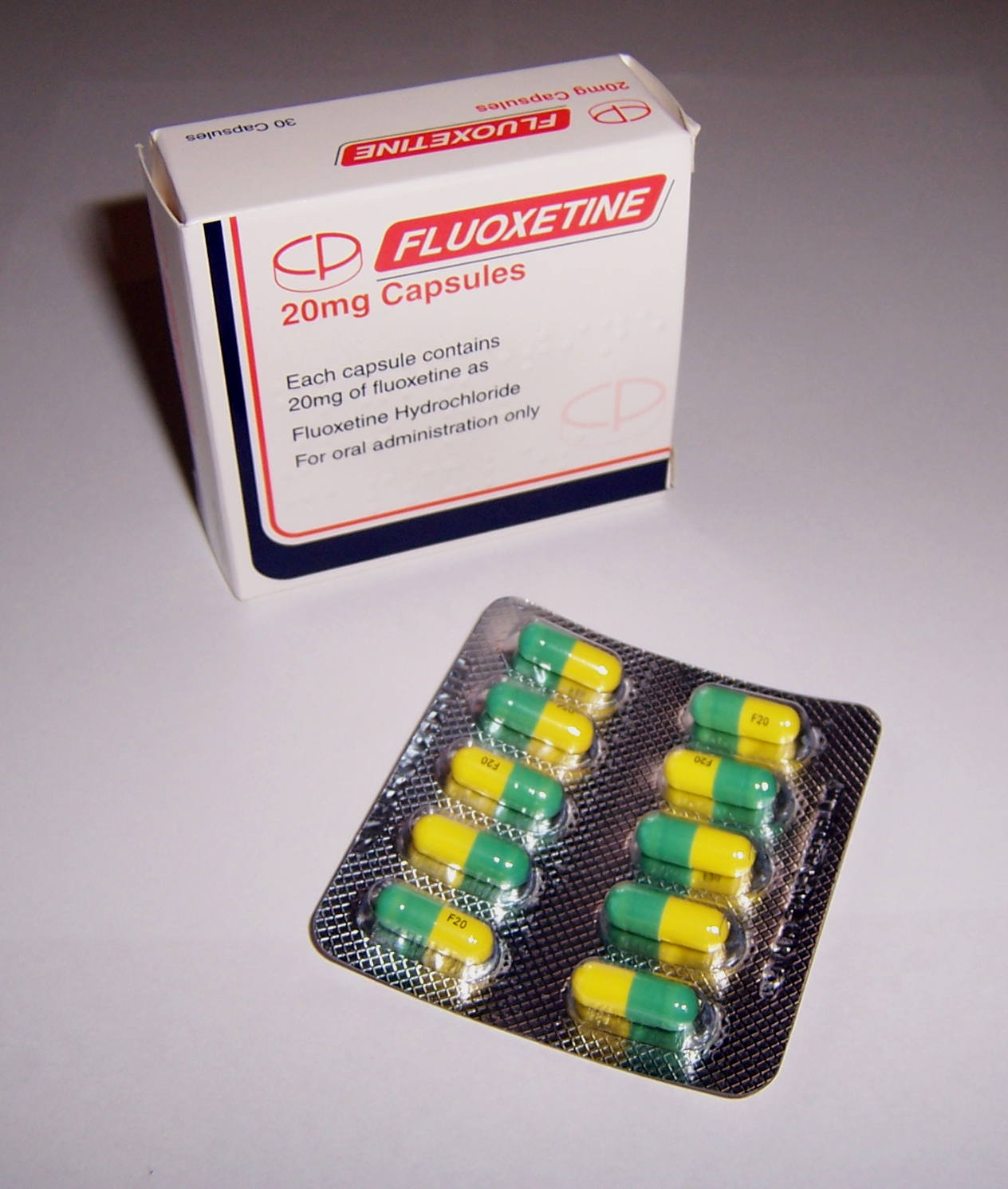
Упаковка антидепресанту флуоксетин (прозак)

Критика та спростування серотонінової гіпотези викликали новий виток полеміки щодо використання антидепресантів, дія яких пояснювалася впливом на серотонін. На захист антидепресантів було висловлено низку аргументів. Заявлялося, що докази про ефективність антидепресантів ґрунтуються на рандомізованих клінічних випробуваннях, а не на серотоніновій гіпотезі. Наводився аргумент, що механізми дії багатьох ліків, які використовуються у клінічній практиці, невідомий. Психіатр Майкл Блумфілд заявив, що механізм дії препарату не обов'язково усуває нестачу чогось в організмі. Як зазначав у зв'язку з цим Блумфілд, парацетамол допомагає від головного болю, але звідси не випливає, що головний біль виникає через нестачу парацетамолу в мозку.
Джоанна Монкріфф виступила проти Блумфілда. За її словами, відомо, що парацетамол впливає на певні механізми, які продукують біль. Але ми не маємо такого рівня розуміння про ефект антидепресантів. На її думку, якщо препарат невідомим чином змінює нейрохімію мозку, то для його використання слід виробити обережний підхід. Монкріфф вважає правдоподібнішими пояснення дієвості антидепресантів ефектом плацебо або штучноим притупленням емоцій. З сумнівом Монкріфф відноситься і до тих клінічних досліджень, які розцінюються як доказ ефективності антидепресантів. Мета-аналізи показують різницю між антидепресантами та плацебо всього в 2 пункти за 52-бальною шкалою, що не вважається клінічно значущим ефектом. І навіть ця невелика різниця могла виникнути внаслідок недосконалості дизайну клінічних досліджень.

## Соціальний вплив гіпотези на людей
Серотонінова гіпотеза потенційно має здатність впливати на людей незалежно від її правдивості чи хибності. Якщо людина повірить у серотонінову гіпотезу, вона може інакше інтерпретувати свої емоції та почуття. Для позначення цього ефекту соціолог Ніколас Роуз запровадив поняття «нейрохімічне „Я“».
Віра людини в нейробіологічні пояснення її страждань має здатність знижувати почуття провини за свої життєві невдачі. За допомогою нейробіологічних пояснень людина здатна відокремити власні негативні емоції від своєї особистості та пояснити їх порушеннями біології мозку. З іншого боку, нейробіологічні пояснення страждань можуть викликати у людей песимізм та відчуття втрати суб'єктності.
Нейробіологічні пояснення дійсно можуть знижувати почуття провини у людей із психічними розладами, але вони також сприяють гіршому прогнозу на покращення та знижують запит хворих на психотерапію та інші психосоціальні інтервенції.

## Причини популярності гіпотези
Причини, з яких серотонінова гіпотеза є популярною, включають підтримку виробників антидепресантів, користь для психіатрів, користь пацієнтам із депресією та організаціям пацієнтів.
Фармацевтичні компанії при просуванні антидепресантів СІЗЗС були змушені зіткнутися з наслідками кризи у зв'язку з бензодіазепіновими транквілізаторами. На початку 1980-х широкому загалу стало зрозуміло, що бензодіазепінові транквілізатори при тривалому застосуванні викликають залежність і синдром відміни. Через це багато хто з недовірою ставилися до психотропних препаратів. Тому компаніям при просуванні антидепресантів потрібно було максимально дистанціюватися від транквілізаторівб показавши, що антидепресанти — зовсім інші за типом дії. Серотонінова гіпотеза зміцнювала у людей думку, що приймаючи антидепресанти, вони відновлюють нормальний рівень серотоніну, який знизився через депресію.
Психіатри були зацікавлені у підтримці віри у серотонінову гіпотезу. Попри те, що добре освічені психіатри знали про сумнівність підтверджень гіпотези, вони практично не докладали зусиль, щоб донести ці відомості до широкого загалу, і не виступали з критикою хибних рекламних кампаній антидепресантів. Представники психіатричної професії протягом усієї своєї історії стикалися з критикою щодо неефективності терапії та ненадійності діагностики. Для захисту від критики і визнання своєї легітимності психіатри часто використовували звернення до авторитету медицини. Їм треба було довести, що вони є законними представниками медичної професії та нічим не відрізняються від звичайних лікарів. Для цього їм вкрай бажано було продемонструвати, що їхні методи терапії такі ж самі, як у звичайній медицині, і що вони так само лікують біологічні причини розладів. Тому серотонінова гіпотеза, яка створювала враження, що психіатри прицільно лікують конкретне біологічне порушення, була корисною для підтримки позитивного медичного реноме психіатричної професії.
Серотонінова гіпотеза, поряд з іншими нейробіологічними поясненнями, підтримувалася організаціями пацієнтів та окремими пацієнтами. Припускалось, що таким чином можна знизити у пацієнтів почуття сорому та провини за свій стан, сприяти більш співчутливому ставленню до людей з депресією. Нейробіологічні пояснення дійсно можуть знижувати почуття провини у людей із психічними розладами, але вони також сприяють гіршому прогнозу на покращення та знижують запит хворих на психотерапію та інші психосоціальні інтервенції.